# 교호신문
|                                                       |
| 증거법                                                |
| 영미법 시리즈                                         |
| 증거의 종류                                           |
| 증언 · 물증                                           |
| 전자증거 · 무죄입증 증거                              |
| 과학적 증거 · 물적 증거                               |
| 목격자지목 · DNA증거                                  |
| 거짓말                                                |
| 관련성                                                |
| 입증책임 · 증거기초                                   |
| 공공복리예외 · 오염 · 성격증거                        |
| 습관증거 · 유사사실                                   |
| 진위확인                                              |
| 관리 연속성 · 주지의 사실                             |
| 최량증거원칙 · 자기확증문서 · 오래된 문서             |
| 증인                                                  |
| 증인적격 · 증언거부특권                               |
| 직접신문 · 교호신문 · 재직접신문                      |
| 탄핵증거                                              |
| 기록된 기억 · 전문가증언                              |
| 사망자 규정                                           |
| 전문증거와 예외                                       |
| 영국법 · 미국법                                       |
| 자백 · 업무상 기록                                    |
| 흥분 상태의 언급 · 임종시의 진술                      |
| 일방 당사자의 자인 · 오래된 문서                      |
| 이익에 반하는 진술 · 현장성 감각 인상 · 부대상황 사실 |
| 권위학술서 · 비언어적 행동                            |
| 미국법의 다른 영역                                    |
| 계약법 · 불법행위법                                   |
| 재산법 과 미국의 유언신탁법                           |
| 형법 · 증거법                                         |

교호신문(交互訊問, cross-examination)은 주신문과 반대신문으로 구성되며 진술자의 진술내용을 비판적으로 배심원에게 전달하는 절차이다. 

## 배경
교호신문이란 증인신문에 있어서 법원이 직접 증인을 신문하지 않고 당사자가 순차로 번갈아 가며 신문을 하는 방식을 말한다. 증인은 먼저 이를 신청한 당사자가 주신문(직접신문)을 하고 다음에 상대방 당사자가 반대신문을 하며, 다시 신청한 당사자가 재주신문(再主訊問)을 행하고 이에 대하여 상대방 당사자도 재반대신문을 행하는 순서로 양 당사자가 번갈아 가며 신문한다.   주신문은 적극적으로 증거될 진술을 이끌어 내는 것을 목적으로 하고 반대신문은 소극적으로 그 진술의 가치를 감쇄 또는 말살하는 것을 목적으로 한다. 재판장은 당사자의 신문이 끝난 뒤에 보충적으로 신문할 수 있다(161의 2 1항·2항). 원래 이러한 교호신문은 당사자주의하의 신문방식으로서 영미증거법의 특징이라 할 수 있으나 대한민국 실정으로서는 영미법과 같은 완비된 증거법이나 배심원제도를 가지고 있지도 않고 또 신문에 임하는 소송당사자의 실력의 대등을바랄 수도 없기 때문에 재판장의 개입권을 인정하고 있다. 즉 재판장은 필요하다고 인정되면 어느 때나 신문할 수 있으며 신문순서를 변경할 수도 있다(161의 2·3항). 법원이 직권으로 신문할 증인의 신문방식은 재판장이 정하는 바에 의한다(161의 2 4항).

## 같이 보기
- 민사소송의 목적